# Nic Strauss
Pas d'image ? Cliquez ici

a Compétitions nationales et continentales officielles uniquement.

Dernière mise à jour le 6 janvier 2025.
 Nicolas (Nic) Strauss, né le 22 septembre 1979 à Fort Beaufort, est un ancien joueur sud-africain de rugby à XV évoluant au poste de troisième ligne aile ou de deuxième ligne (1,94 m pour 102 kg), il est surtout connu pour avoir joué au RC Narbonne de 2009 à 2018.

## Biographie
Après un début de carrière alterné entre l'Afrique du Sud où il remporte la Currie Cup et joue la Vodacom Cup et l'Angleterre où il participe plusieurs saisons à la Division One,.
En 2009, il signe au RC Narbonne, club de Pro D2. Lors de la saison 2013-2014, il accède avec le RCNM aux barrages d'accession en TOP 14 mais s'incline en demi-finale face à l'US Agen. La saison suivante est beaucoup plus compliquée puisque le RCNM ne s'assure le maintien que lors de l'avant dernière journée mais Nic prolonge son contrat de deux saisons supplémentaires. Il prolonge son contrat pour une dernière saison en 2017-2018, avant d'arrêter sa carrière professionnelle.
Nicolas Strauss prend sa retraite à la fin de la saison 2017-2018. À la suite de cela, il continue de vivre en France, à Narbonne, où il ouvre sa propre salle de sport "Straussfit".

## Palmarès
- Vainqueur de la Currie Cup en 2008 avec les Natal Sharks